# 北加里曼丹省
北加里曼丹省位于加里曼丹岛东北部，是印度尼西亚于2012年10月25日批准设立的该国第34个省区。由原东加里曼丹省的4个县和打拉根市划出新设。该省北部与马来西亚沙巴州接壤，西部与砂拉越接壤，东面则是苏拉威西海。省首府設在丹戎施樂（Tanjung Selor）。